# Klaus Lantermann
Klaus Lantermann (* 6. August 1933 in Mülheim an der Ruhr) ist ein deutscher Politiker der FDP.

## Ausbildung und Beruf
Klaus Lantermann besuchte die Realschule und erhielt die Mittlere Reife. Er absolvierte die Höhere Handelsschule und bekam 1952 dort seinen Abschluss. Im weiteren Verlauf machte er eine Industriekaufmannslehre und 1955 die Kaufmannsgehilfenprüfung. Von 1955 bis 1958 arbeitete er als Finanzbuchhalter. 1962 erwarb er das Wirtschaftsdiplom an der Verwaltungs- und Wirtschaftsakademie Oberhausen; später war er anerkannter Betriebswirt (VWA). Von 1958 bis 1968 war er als Personal- und Sozialsachbearbeiter tätig. Von 1969 bis 1972 war er Werkleiter (Stadtwerksdirektor) eines kommunalen Eigenbetriebes und seit 1972 nach Umwandlung des Eigenbetriebes in eine Kapitalgesellschaft Geschäftsführer dieses Unternehmens.

## Politik
Klaus Lantermann ist seit 1962 Mitglied der FDP. Von 1962 bis 1970 hatte er verschiedene Vorstandsfunktionen im Ortsverband Wesel, im Kreisverband Rees und im Bezirksverband Niederrhein inne. 1970 wurde er Vorsitzender des Kreisverbandes Rees und danach des Kreisverbandes Wesel. 1972 bis 1974 war er Vorsitzender des Bezirksverbandes Niederrhein, ab 1972 Mitglied des Landesvorstandes der FDP in Nordrhein-Westfalen und seit 1974 stellvertretender Vorsitzender des Bezirksverbandes Niederrhein. Lantermann war außerdem als Mitglied des Landeshauptausschusses und Delegierter zum Landesparteitag sowie zum Bundesparteitag tätig. 1964 bis 1968 war er Mitglied des Rates der Stadt Wesel und von Januar 1975 bis Mai 1975 Mitglied des Beirats des Kreises Wesel.
Lantermann wurde 1969 Mitglied der Gewerkschaft Öffentliche Dienste, Transport und Verkehr. Er fungierte als ehrenamtlicher Beisitzer in der Prüfungskammer für Wehrdienstverweigerer bei der Wehrbereichsverwaltung III und ehrenamtlicher Sozialrichter am Sozialgericht Duisburg.
Klaus Lantermann war vom 28. Mai 1975 bis zum 28. Mai 1980 Mitglied des 8. Landtages von Nordrhein-Westfalen, in den er über die Landesliste einzog.